# 大田坝乡 (荥经县)
大田坝乡，是中华人民共和国四川省雅安市荥经县曾经下辖的一个乡。2019年12月，撤销大田坝乡，将其所属行政区域划归严道街道管辖。

## 行政区划
大田坝乡撤销前下辖以下地区：
新文村、同乐村、民福村和凤鸣村。